# Sphenacodontidae

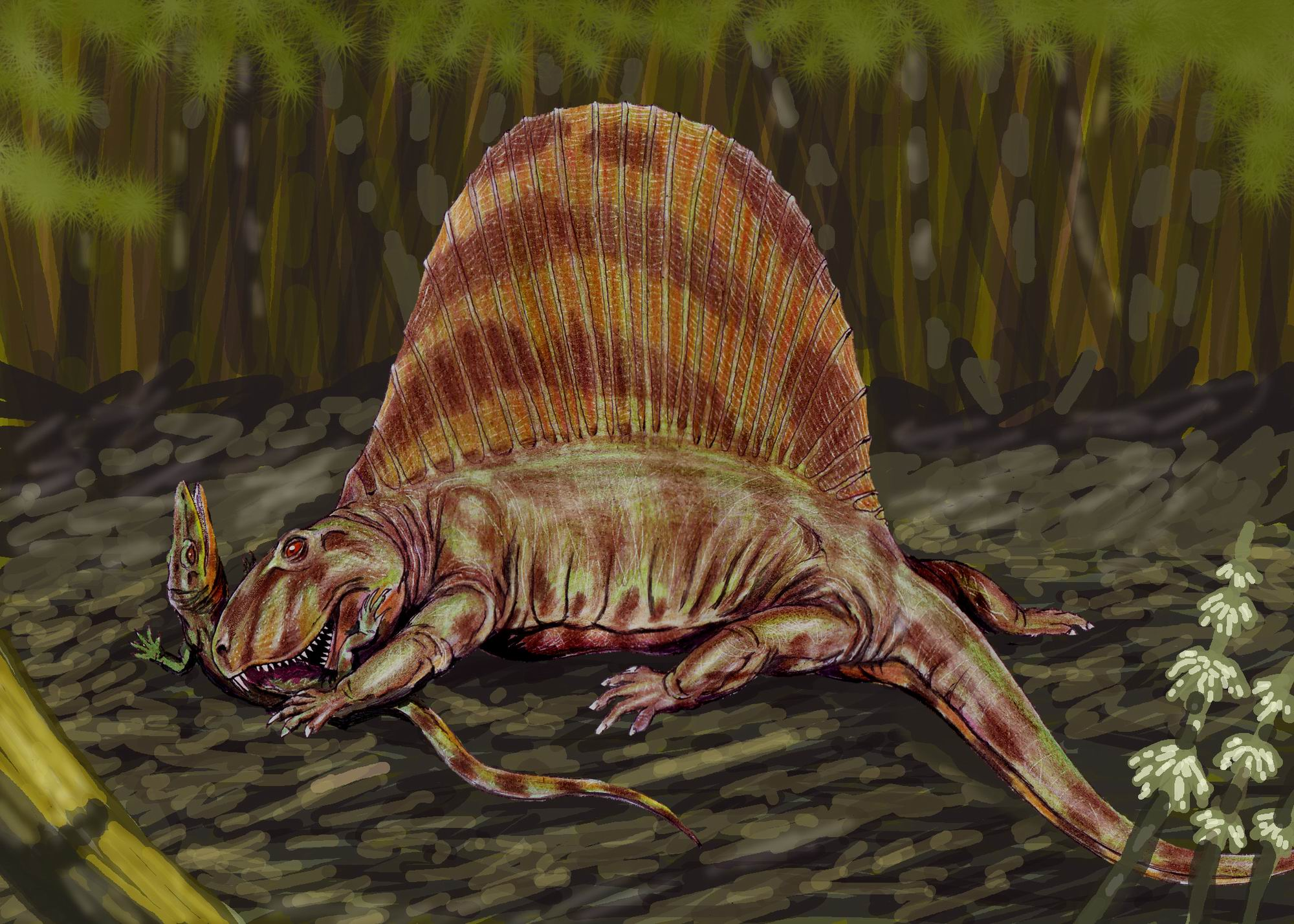
Dimetrodon

Die Sphenacodontidae sind eine Familie von fleischfressenden Vertretern der Ordnung der Pelycosauria, die vom späten Oberkarbon bis zum Ende des Unterperms in den nördlichen Regionen des Superkontinentes Pangaea lebte. Kleinere, ursprüngliche Formen wie beispielsweise Haptodus waren 60 Zentimeter bis einen Meter lang. Gegen Ende des Unterperms wurden die Sphenacodontidae immer größer und erreichten als Spitzenprädatoren Körperlängen von teilweise mehr als drei Metern.

## Beschreibung
Mehrere großwüchsige (um die drei Meter) und fortgeschrittene Taxa wie beispielsweise Ctenospondylus, Secodontosaurus und Dimetrodon zeichneten sich durch große Rückensegel aus, welche von den verlängerten Dornfortsätzen der Wirbel aufgespannt wurden. Ihr hautartiges Gewebe wurde von Blutgefäßen durchzogen. Funktion dieser Rückensegel war wahrscheinlich, eine Thermoregulation zu erzielen. Aber nicht alle Mitglieder der Sphenacodontidae besaßen dieses Rückensegel. Rätselhaft ist, warum Sphenacodon, dessen Überreste in New Mexico gefunden wurden, kein Rückensegel vorweisen konnte, wohingegen der sehr nah verwandte Dimetrodon aus Texas ein sehr großes Rückensegel trug. Während des Unterperms waren beide Fundorte nur durch eine schmale Meerenge voneinander getrennt, somit dürfte geographische Isolation hierbei keine Rolle gespielt haben.

### Charakteristische Merkmale
Hauptmerkmal der Sphenacodontidae ist natürlich ihr primäres Schädelfenster in der Schläfenregion (Schläfen- oder Temporalfenster) hinter der Augenhöhle.
Ihr massiver Schädel ist lang, tief herabgezogen und schmal – eine Anpassung an eine starke Kiefermuskulatur. Das Zwischenkieferbein (Prämaxillare) fällt nach vorne ab und bildet eine «Hakennase». Der Oberkiefer ist breit und ausladend, um die großen Fänge aufnehmen zu können; dadurch wird jedoch das Tränenbein daran gehindert, bis an die Nase heranzureichen.
Die Pinealöffnung am Scheitelbein besitzt einen markanten Grat. Der Paraoccipitalfortsatz steht nur in endständigem Kontakt mit dem Schuppenbein, seine Obergrenze bildet einen scharfen Grat.
Das Kiefergelenk liegt eindeutig unterhalb der Zahnreihe (Ausbildung und Positionierung des Kiefergelenks ermöglichte den am Hinterende des Schädels angebrachten Adduktormuskeln eine erhöhte Effizienz – der Rand des Supraangulare und des Kronenfortsatzes am Unterkiefer stand fast senkrecht zu den Muskelfasern). Das Artikulare ist vergrößert. Das Angulare ist aus «reflektierten Lagen» zusammengesetzt.
Die sehr spezialisierten vorderen «Schneidezähne» sind groß und dolchartig, die Zähne an der Seite und am Ende des Kiefers aber wesentlich kleiner (daher auch die Bezeichnung der wohlbekannten Gattung Dimetrodon – was so viel wie «Doppelmaßzahn» bedeutet). Der Schneiderand der robusten und an ihrer Basis fast quadratischen Zähne ist aus Gratrücken aufgebaut, die nur halbwegs bis zur Zahnbasis herunterreichen.
Die Rückenwirbel sind wesentlich höher als breit, ihre verlängerten Dornfortsätze spannen ein Segel auf (diente wahrscheinlich zur Thermoregulation und lässt vermuten, dass die Sphenacodontidae gleichwarme Tiere waren). Die Wirbelfortsätze sind glatt, Querfortsätze sind nicht vorhanden. Die stark durchbluteten Segel geben keinen Hinweis auf sexuellen Dimorphismus.
Die Gliedmaßen sind verhältnismäßig lang und zart gebaut. Das Schulterblatt besitzt eine supraglenoidale Öffnung.
Die Sphenacodontidae waren möglicherweise die ersten Landwirbeltiere, die auf Beutetiere vergleichbarer Größenordnung Jagd machten.

### Autapomorphien
Die Sphenacodontidae zeichnen sich durch folgende Autapomorphien aus:
- Der untere Fortsatz des Nasenbeins bildet den Hinterrand der Nasenhöhle.
- Der vordere Fortsatz des Stirnbeins ist schmaler als der Hintere (bei anderen Synapsiden sind beide Fortsätze gleich breit).
- Der Kontaktbereich zwischen Postorbitale und Schuppenbein ist sehr breit (bei anderen Synapsiden ist er, wenn vorhanden, schmal).
- Das Supratemporale berührt das Postorbitale (bei den meisten anderen Eupelycosauria fehlt dieser Kontakt).
- Der Paraoccipitalfortsatz verbreitert sich seitwärts nach unten und nach hinten (bei den meisten anderen Synapsiden dehnt er sich nur horizontal aus). Bei einigen Therapsiden ist dieses Merkmal konvergent.
- Die Zahnwurzel des Reißzahns am Unterkiefer drückt gegen die Choane (bei anderen Synapsiden behindert der Reißzahn die Choane nicht).

## Systematik

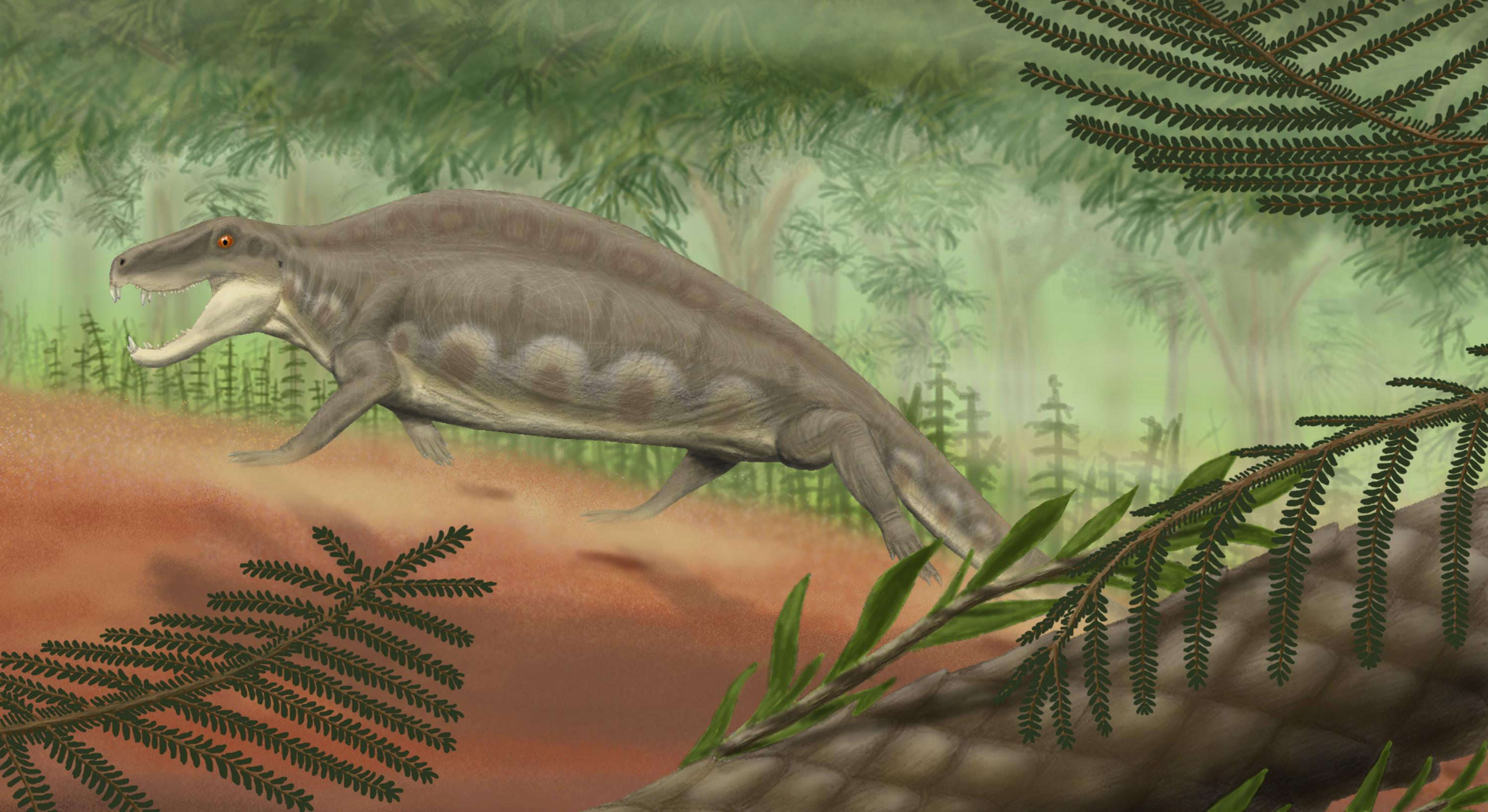
Ctenorhachis

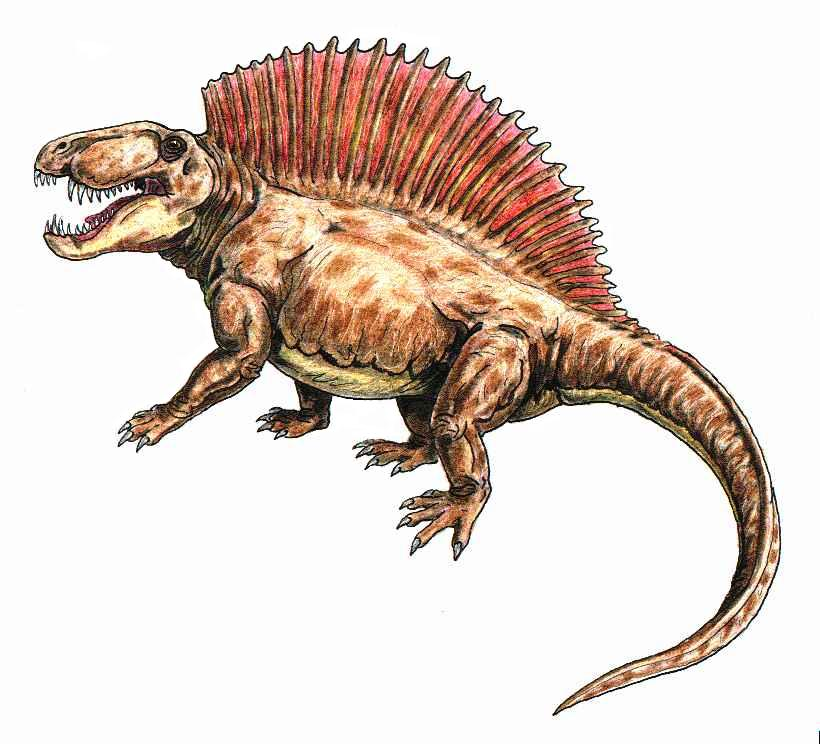
Ctenospondylus

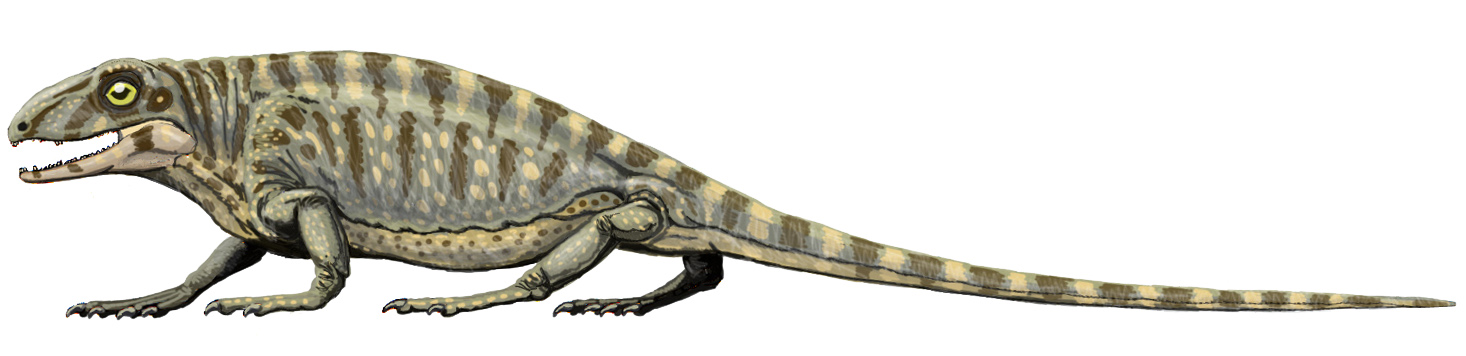
Haptodus

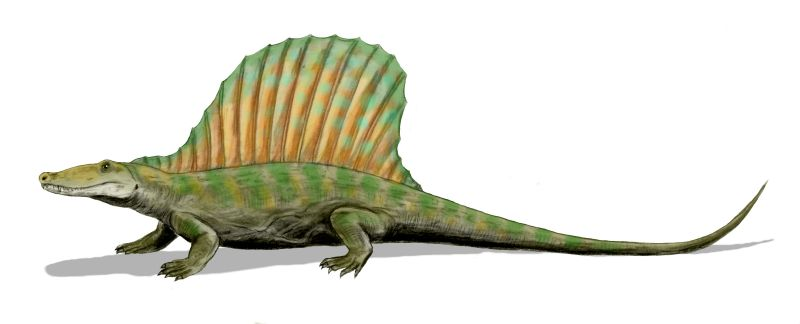
Secodontosaurus

Gemäß der wissenschaftlichen Erstbeschreibung der Sphenacodontidae stellen sie eine paraphyletische Gruppe dar, welche mittels ihrer geteilten plesiomorphen, für Synapsiden typischen Wesensmerkmale definiert wird. Die Gruppe nimmt eine evolutionäre Übergangsstellung von den ursprünglichen Synapsiden zu den frühen Therapsiden ("frühe Säugerverwandte") ein.
Die Klade Sphenacodontia hingegen ist monophyletisch, da sie sämtliche Sphenacodontiden mit all ihren Nachfahren (einschließlich der Säugetiere) umfasst. Die «Sphenacodontidae sensu stricto» beziehungsweise die Unterfamilie Sphenacodontinae enthalten nur spezialisierte Pelycosaurier, frühere ursprünglichere Formen wie Haptodus, Palaeohatteria, Pantelosaurus und Cutleria sind ausgeschlossen (in vorkladistischen Klassifizierungen waren diese ursprünglichen Formen alle unter der Gattung Haptodus geführt worden).
Die Klade Sphenacodontoidea wird seit 1997 von Laurin und Reisz benutzt, um damit den letzten gemeinsamen Vorfahren der Sphenacodontidae und der Therapsiden mit all ihren Nachkommen zu kennzeichnen. Sie lässt sich über bestimmte Schädelmerkmale definieren.
Die Familie der Sphenacodontidae umfasst drei Unterfamilien mit folgenden Gattungen:
- Unterfamilie Haptodontinae
  - Cutleria
  - Haptodus[2]
  - Ianthodon
  - Palaeohatteria
  - Pantelosaurus
- Unterfamilie Secodontosaurinae
  - Secodontosaurus[3]
- Unterfamilie Sphenacodontinae
  - Ctenorhachis
  - Ctenospondylus
  - Dimetrodon
  - Neosaurus
  - Sphenacodon
  - Steppesaurus

## Verbreitung
Fossilfunde der Sphenacodontidae sind bisher nur aus Nordamerika und Europa bekannt:
Nordamerika:
- Kanada:
  - Prince Edward Island
- Vereinigte Staaten:
  - New Mexico – Cutler-Formation
  - Ohio
  - Texas
  - Utah

Europa:
- England
- Deutschland[4]

- Frankreich